# فینال جام منطقه‌ای ایران ۱۳۴۹
فینال جام منطقه‌ای ایران ۱۳۴۹ یک بازی فوتبال بود که بین دو تیم تهرانی تاج و پاس برگزار شد تا قهرمان جام منطقه‌ای ایران ۱۳۴۹ مشخص شود. این بازی در جمعه ۲ بهمن ۱۳۴۹ در ورزشگاه امجدیه تهران برگزار شد و در پایان تیم تاج با باخت 30_1 توانست عنوان دومی را از آن خود کند. تعداد تماشاگران این بازی ۱۵٬۰۰۰ بود و داوری این بازی بر عهده ابوالقاسم حاج ابوالحسن بود. جام منطقه‌ای نخستین دوره لیگ فوتبال باشگاهی در ایران بود و با این پیروزی پاس به عنوان نخستین قهرمان فوتبال ایران معرفی شد و استقلال به مقام دومی قناعت کرد.

## پیش‌زمینه
جام منطقه‌ای به عنوان نخستین لیگ سراسری فوتبال ایران در سال ۱۳۴۹ پایه‌گذاری شد. تا پیش از این سال مسابقات فوتبال در ایران محدود به مسابقات استانی در استان‌های مختلف بود و لیگ سراسری با حضور منتخبی از تیم‌های استانی و باشگاهی به شکل پراکنده‌ای برگزار می‌شد.

## ورزشگاه
بازی فینال در ورزشگاه امجدیه برگزار شد. امجدیه در آن زمان، اواخر دهه ۱۳۴۰، بزرگ‌ترین ورزشگاه ایران و از معدود ورزشگاه‌های سکودار تهران بود. این ورزشگاه علاوه بر دیدار فینال تمام بازی‌های مرحله نهایی و دو بازی نیمه‌نهایی را نیز میزبانی کرد.

## مسیر تا فینال
جام منطقه‌ای در دو مرحله مقدماتی در تابستان ۱۳۴۹ و نهایی در زمستان همان سال برگزار شد. بر اساس تصمیم فدراسیون فوتبال تیم‌ها در چهار گروه در مناطق مختلف ایران در مرحله مقدماتی بازی کردند و دو تیم اول هر گروه به مرحله نهایی صعود کردند. ۸ تیم حاضر در مرحله نهایی در دو گروه به شکل متمرکز در تهران مسابقه دادند و تیم‌های تاج و پاس به عنوان سرگروه‌های دو گروه در مرحله نیمه‌نهایی به ترتیب پرسپولیس و تاج آبادان را مغلوب کردند تا برگزار کنندگان نخستین فینال لیگ فوتبال ایران باشند.
| رده | تیم          | بازی | امتیاز |
| --- | ------------ | ---- | ------ |
| ۱   | تاج تهران    | ۳    | ۴      |
| ۲   | تاج آبادان   | ۳    | ۴      |
| ۳   | کارگر آبادان | ۳    | ۴      |
| ۴   | آریا مشهد    | ۳    | ۰      |

| رده | تیم       | بازی | امتیاز |
| --- | --------- | ---- | ------ |
| ۱   | پاس       | ۳    | ۶      |
| ۲   | پرسپولیس  | ۳    | ۴      |
| ۳   | تاج شیراز | ۳    | ۲      |
| ۴   | برق تهران | ۳    | ۰      |

## شرح بازی
تاج با سیستم ۴-۳-۳ و پاس با سیستم ۴-۲-۴ به میدان رفتند. تیم تاج که در این زمان با استخدام رایکوف برای نخستین بار این سیستم نوین را در فوتبال ایران به کار برد و در بازی گروهی بسیار موفق‌تر از پاس بود و پاس به ویژه به دلیل بازی ضعیف پرویز میرزاحسن نمایش گروهی موفقی نداشت. تیم تاج خیلی سریع و در سومین دقیقه بازی توسط غلامحسین مظلومی به گل رسید، پاس با گلزنی اصغر شرفی در نهمین دقیقه توانست بازی را به مساوی کند. اکبر کارگرجم مدافع تاج در دقیقه سی و سوم با شوتی سرکش گل دوم تاج را به ثمر رساند. یاران پاس دیگر نتوانستند این گل را جبران کنند و بازی با همین نتیجه به سود تاج پایان یافت.

## جزئیات مسابقه
| تاج                     | ۲ – ۱ | پاس     |
| ----------------------- | ----- | ------- |
| مظلومی ۳' · کارگرجم ۳۳' |       | شرفی ۹' |

| تاج | پاس |

| تاج:          |                    |     |
|               |                    |     |
|               | فرهنگ بادکوبه      |     |
|               | مسعود معینی        |     |
|               | پرویز قلیچ‌خانی (ک) |     |
|               | اکبر کارگرجم       |     |
|               | گودرز حبیبی        |     |
|               | علی جباری          |     |
|               | جلال طالبی         |     |
|               | کارو حق‌وردیان      | '۸۰ |
|               | مهدی حاج‌محمد       | '۷۴ |
|               | عباس مژدهی         |     |
|               | غلامحسین مظلومی    |     |
| تعویضی‌ها:     |                    |     |
|               | جواد قراب          | '۷۴ |
|               | نصرالله عبداللهی   | '۸۰ |
|               |                    |     |
| سرمربی:       |                    |     |
| زدراکو رایکوف |                    |     |

| پاس:      |                 |
|           |                 |
|           | کیوان نیک‌نفس    |
|           | محسن هوشنگی     |
|           | حسن حبیبی (ک)   |
|           | مجید حلوایی     |
|           | حسین کازرانی    |
|           | همایون شاهرخی   |
|           | محمود یاوری     |
|           | پرویز میرزا حسن |
|           | مهدی مناجاتی    |
|           | محمدعلی مالکیان |
|           | اصغر شرفی       |
| تعویضی‌ها: |                 |
|           | ایران           |
|           | ایران           |
| سرمربی:   |                 |
| حسن حبیبی |                 |

| مقامات رسمی مسابقه - کمک داورها: - محسن زمانی - حسن سلیم‌آبادیی | قوانین بازی - ۹۰ دقیقه. - ۳۰ دقیقه وقت اضافی اگر لازم باشد. - ضربات پنالتی اگر بازی همچنان مساوی باشد. - تنها سه تعویض. |